# Hermann Schmalz
Hermann Schmalz (* 12. August 1807 in Bonitz, Provinz Sachsen; † 6. Mai 1879 in Pillkallen, Provinz Ostpreußen) war ein deutscher Gutsbesitzer und Verwaltungsjurist in Ostpreußen. Er war Hochschullehrer und Kulturpolitiker in Estland. Er saß im Preußischen Abgeordnetenhaus, im Konstituierenden Reichstag des Norddeutschen Bundes und im Reichstag (Deutsches Kaiserreich).

## Leben
Schmalz studierte an der Albertus-Universität Königsberg  und gehörte 1829 zu den Stiftern des Corps Littuania. Er wurde zum Dr. phil. promoviert. 1834 trat Schmalz in russische Dienste und wurde Professor für Landwirtschaftslehre an der Universität Dorpat. Daneben war er auch Journalist und Autor. Ab 1835 fungierte er mit Carl Friedrich von der Borg als Herausgeber einer Kulturzeitschrift für Russlanddeutsche, des in Dorpat erscheinenden Refraktor. So trug er politisch und literarisch zum Weiterbestand der deutsch-baltischen Kultur unter dem Druck der beginnenden Russifizierung bei. Ab 1845 war er Herausgeber der St. Petersburger Zeitung. Vom russischen Zaren wurde er zum Hofrat ernannt.
Er erbte das Gut Kussen bei Pillkallen, das er ab etwa 1850 bewirtschaftete. Von 1853 bis zu seinem Tod 1879 war er Landrat des Kreises Pillkallen.
Von 1852 bis zu seiner Mandatsniederlegung am 7. Oktober 1853 und von 1855 bis 1858 saß Schmalz als Abgeordneter des Wahlkreises Gumbinnen 2 im Preußischen Abgeordnetenhaus. Seine Fraktionszugehörigkeit in der 3. Legislaturperiode ist nicht überliefert. In der 4. Legislaturperiode gehörte er der Fraktion Büchtemann an. Der Reichstagswahlkreis Regierungsbezirk Gumbinnen 2 wählte ihn 1867 in den Konstituierenden Reichstag des Norddeutschen Bundes. Für denselben Wahlkreis kam er bei der Reichstagswahl 1878 in den Reichstag (Deutsches Kaiserreich).